# 손빈
손빈(孫臏)(기원전 382년 ~ 기원전 316년)은 중국 전국시대의 전략가이다. 병가(兵家)의 대표적 인물 중에 한 명이다. 손무(孫武)의 5대손이고, 손무와 같이 손자(孫子)로 불린다. 손빈병법(孫臏兵法)은 손빈이 저작한 병법이다.

## 생애

### 어린 시절
아(阿, 현 산둥성 양의현), 견(鄄 현 산둥성 복현)의 경계 지역에서 태어났다. 빈(臏)이란 이름은 무릎뼈(슬개골)를 도려내는 형벌을 받아서 이 이름으로 불리게 되었다. 그의 본명은 알 수 없고, 그의 아버지는 손조(孫操), 조부는 손기(孫機), 증조부는 손순(孫順), 고조부는 손명(孫明), 5대조가 손무(孫武)이다.
젊은 시절에 방연(龐涓)과 함께 병법을 배워, 방연은 위나라(魏)에 관직에 오르고 혜왕(惠王)의 장군이 되었다. 그러나 방연은 손빈에 대해 열등감이 있었고, 속이고 손빈을 위나라로 초대하여, 손빈을 모함하여 죄를 짓게하여 무릎뼈를 도려내는 형과 얼굴에 먹칠을 하는 형에 당하게 한다.
그 후, 제나라의 사신이 위나라로 왔을 때에 은밀하게 제나라 사신과 만나고, 사신의 도움으로 위나라를 탈출하는 것에 성공했다.

### 제나라
제나라에서 장군 전기(田忌)의 빈객(賓客)이 되었다. 어느 날, 제 위왕(齊威王)과 공자(公子)들과 전기가 말을 3쌍씩으로 하여 승부를 겨루는 경마를 개최하였다. 손빈은 전기에게, 상등(上等)의 말이 나오는 경주에 전기의 소유한 하등의 말, 중등의 말이 나오는 경주에 상등의 말, 하등의 말이 나오는 경주에 중등의 말을 내게 하게 하여, 전기를 2승 1패를 하게 해 천금의 돈을 타게 되었다. 이 경주에 기분이 좋아진 전기는 왕에게 손빈을 추천하여, 왕은 손빈을 병법의 스승으로 받들게 되었다.

### 계릉 전투
위나라가 조나라(趙)를 공격하여, 조나라의 수도를 포위했다. 조나라는 제나라에 구원을 요청하여 제나라 왕은 전기를 장군으로 삼아 손빈과 함께 파견했다. 하지만, 손빈은 조나라에 향하려고 하는 전기를 도중에 두어서 위나라 본국을 공격했다. 위나라의 본국에는 약소한 노병이 남아 있을 뿐이었으므로, 조나라를 포위하고 있던 위나라의 주력군은 당황해서 포위를 풀었고 서둘러 되돌렸지만, 강행군으로 피로가 쌓여서 제나라군에 공격받아 대패하였다.(계릉 전투(桂陵戰鬪)) 이렇게 하여 손빈은 조나라를 구했다.

### 마릉 전투
13년의 세월이 흘러 위나라가 방연을 장군을 삼아 한나라(韓)를 공격하면서, 다시 전기가 장군으로, 손빈이 참모가 되어 한나라의 구원에 파견되었다.
제나라군은 전번처럼 같이 위나라의 수도를 공격하려고 했지만, 방연도 이것에 대비하여 본국에도 정예병을 남기고 방어하여 제나라군이 움직이지 못하도록 붙잡는 한편, 방연이 지휘하던 한나라 공략 부대를 철수하게 하여 제나라군을 양쪽에서 협공하려고 하였다. 이것을 안 제나라군은 곧 군을 철수하지만, 방연을 타격하기 위하여 유인책을 사용하였다.

일반적인 철수의 경우에는 추격군이 훨씬 우위에 있게 되나, 손빈은 "감조지계(減竈之計)"를 사용하여 오히려 방연이 섣불리 추격하도록 덪을 놓았다. 아궁이의 수를 첫 날에는 10만명이 밥을 먹을 수 있을 정도로, 다음 날에는 그의 절반, 그 다음 날에는 또 그의 절반처럼 계속 아궁이의 수를 줄여나갔고, 결국 방연은 이를 보고 "위나라의 군사는 죽음을 두려워하지 않는 군사이지만, 제나라의 군사는 겁쟁이다."라고 판단하게 만들었다. 방연은 더욱 힘이 나서 발빠른 기병 위주의 군사를 이끌고 제나라군의 추격을 도모하였다.
한편, 손빈은 그 앞의 도로인 마릉(馬陵)에서 계책을 시행하였다. 주위의 나무들을 모두 베어 방책을 만든 후, 한 그루의 나무만 남겨두었고, 그 나무의 한쪽 껍질을 벗겨낸 후, 거기에 "龐涓死于此樹之下(방연이 이 나무 밑에서 죽는다)"라고 적어두었고, 길 양측에 궁수 일만을 매복시켰다. 과연 계산대로, 한 밤중이 되자 이 장소에 방연이 도착하였고, 호기심이 발동한 방연은 글을 읽기 위해 불을 피웠다. 이것이 신호가 되어 복병은 그곳을 향하여 일제히 화살을 발사하여 수많은 위나라 군사들이 순식간에 전사하였다. 스스로가 진 것을 깨달은 방연은 "기어코 그 녀석의 이름을 떨치게 만들었구나(遂成豎子之名)"라고 탄식한 후 자결하였고, 위나라의 태자 신(太子 申)은 포로가 되었다. 사령관을 잃은 위나라 군은 제나라군에 패배하게 되었다.
이 마릉전투의 승리로 인하여 병가 손빈(兵家孫臏)의 이름은 천하에 알려졌다고 전해진다. 손빈의 말년에 대해서는 역사에는 기록이 남아 있지 않다.

## 손빈 병법
손빈은 손무와 같이 병법서를 저술했지만, 그의 병법은 손무의 오손자(吳孫子)와 구별하여 제손자(齊孫子)등으로 불리고 있었다. 그렇지만, 후에 손빈 병법이 유실되어서, 혹은 현존 하는 손자 병법 자체가 손빈의 저작은 아닐까도 추정하였지만, 1972년에 이르러 산둥성에서 손빈이 저술한 병법서가 죽간(竹簡)으로 된 손빈 병법이 발견되고, 손자 병법의 저자는 아닌 것이 밝혀졌다.

## 같이 보기
- 방연
- 손빈병법
- 손무